# Nicolas Huet
Nicolas Huet (ur. 22 lipca 1976 w Nicei) – francuski snowboardzista, pięciokrotny medalista mistrzostw świata.

## Kariera
W Pucharze Świata zadebiutował 29 listopada 1996 roku w Tignes, gdzie zajął 20. miejsce w gigancie. Tym samym już w swoim debiucie wywalczył pierwsze pucharowe punkty. Na podium zawodów pucharowych po raz pierwszy stanął blisko dwa lata później, 28 listopada 1998 roku w Sestriere, wygrywając rywalizację w slalomie równoległym (PSL). W zawodach tych wyprzedził Włocha Elmara Messnera i swego rodaka, Mathieu Chiqueta. Łącznie 33 razy stawał na podium zawodów PŚ, odnosząc przy tym trzynaście zwycięstw: 7 w slalomie równoległym, 5 w gigancie równoległym (PGS) i 1 w gigancie. Najlepsze wyniki osiągnął w sezonie 1999/2000, kiedy to zajął drugie miejsce w klasyfikacji generalnej, klasyfikacji giganta równoległego oraz PAR, a w klasyfikacji giganta był trzeci. W sezonach 2000/2001 i 2001/2002 zajmował trzecie miejsce w klasyfikacji generalnej oraz drugie w klasyfikacji PSL. Ponadto w sezonie 1998/1999 był trzeci w klasyfikacji slalomu.
Pierwszy medal wywalczył na mistrzostwach świata w Berchtesgaden w 1999 roku, zwyciężając w slalomie równoległym i wyprzedzając kolejnego Francuza, Mathieu Bozzetto i Austriaka Wernera Ebenbauera. Na rozgrywanych dwa lata później mistrzostwach świata w Madonna di Campiglio był najlepszy w gigancie równoległym. Następnie wywalczył brązowy medal w PGS podczas mistrzostw świata w Kreischbergu w 2003 roku, ulegając tylko Słoweńcowi Dejanowi Koširowi i Simonowi Schochowi ze Szwajcarii. Ponadto na rozgrywanych w 2005 roku mistrzostwach świata w Whistler był drugi w PSL oraz trzeci w PGS, obie te konkurencje wygrał Kanadyjczyk Jasey-Jay Anderson. Huet był też między innymi czwarty w slalomie równoległym na MŚ 2003, przegrywając walkę o podium z Simonem Schochem. Czwarte miejsce zajął również w gigancie równoległym na igrzyskach w Salt Lake City w 2002 roku. W walce o brązowy medal lepszy okazał się Chris Klug z USA. Francuz brał też udział w igrzyskach w Turynie w 2006 roku, kończąc rywalizację w tej konkurencji na dziesiątej pozycji.
W 2007 r. zakończył karierę.

## Osiągnięcia

### Igrzyska olimpijskie
| Miejsce | Dzień     | Rok  | Miejscowość    | Konkurencja       | Zwycięzca      |
| ------- | --------- | ---- | -------------- | ----------------- | -------------- |
| 4.      | 15 lutego | 2002 | Salt Lake City | Gigant równoległy | Philipp Schoch |
| 10.     | 22 lutego | 2006 | Turyn          | Gigant równoległy | Philipp Schoch |

### Mistrzostwa świata
| Miejsce | Dzień       | Rok  | Miejscowość          | Konkurencja       | Zwycięzca           |
| ------- | ----------- | ---- | -------------------- | ----------------- | ------------------- |
| 9.      | 13 stycznia | 1999 | Berchtesgaden        | Gigant            | Markus Ebner        |
| 6.      | 14 stycznia | 1999 | Berchtesgaden        | Gigant równoległy | Richard Richardsson |
| 1.      | 15 stycznia | 1999 | Berchtesgaden        | Slalom równoległy | -                   |
| DNF     | 22 stycznia | 2001 | Madonna di Campiglio | Gigant            | Jasey-Jay Anderson  |
| 1.      | 24 stycznia | 2001 | Madonna di Campiglio | Gigant równoległy | -                   |
| 3.      | 13 stycznia | 2003 | Kreischberg          | Gigant równoległy | Dejan Košir         |
| 4.      | 14 stycznia | 2003 | Kreischberg          | Slalom równoległy | Siegfried Grabner   |
| 3.      | 18 stycznia | 2005 | Whistler             | Gigant równoległy | Jasey-Jay Anderson  |
| 2.      | 19 stycznia | 2005 | Whistler             | Slalom równoległy | Jasey-Jay Anderson  |
| 7.      | 16 stycznia | 2007 | Arosa                | Gigant równoległy | Rok Flander         |
| 8.      | 17 stycznia | 2007 | Arosa                | Slalom równoległy | Simon Schoch        |

### Puchar Świata

#### Miejsca w klasyfikacji generalnej
- sezon 1996/1997: 127.
- sezon 1997/1998: 112.
- sezon 1998/1999: 4.
- sezon 1999/2000: 2.
- sezon 2000/2001: 3.
- sezon 2001/2002: 3.
- sezon 2002/2003: 6.
- sezon 2003/2004: -
- sezon 2004/2005: -
- sezon 2005/2006: 24.
- sezon 2006/2007: 25.

#### Miejsca na podium
1. Sestriere – 28 listopada 1998 (slalom równoległy) - 1. miejsce
2. Sestriere – 29 listopada 1998 (gigant) - 2. miejsce
3. Asahikawa – 13 lutego 1999 (slalom równoległy) - 2. miejsce
4. Naeba – 20 lutego 1999 (slalom równoległy) - 1. miejsce
5. Kreischberg – 6 marca 1999 (slalom równoległy) - 1. miejsce
6. Sestriere – 30 listopada 1999 (gigant równoległy) - 1. miejsce
7. Berchtesgaden – 16 stycznia 2000 (slalom równoległy) - 3. miejsce
8. Tandådalen – 26 stycznia 2000 (gigant równoległy) - 3. miejsce
9. Tandådalen – 27 stycznia 2000 (slalom równoległy) - 2. miejsce
10. Shiga Kōgen – 26 lutego 2000 (gigant) - 2. miejsce
11. Park City – 5 marca 2000 (gigant) - 3. miejsce
12. San Candido – 10 marca 2000 (slalom równoległy) - 1. miejsce
13. Livigno – 18 marca 2000 (gigant) - 1. miejsce
14. Ischgl – 1 grudnia 2000 (slalom równoległy) - 3. miejsce
15. Ischgl – 2 grudnia 2000 (gigant równoległy) - 1. miejsce
16. Ischgl – 3 grudnia 2000 (gigant równoległy) - 2. miejsce
17. Gstaad – 10 stycznia 2001 (gigant równoległy) - 3. miejsce
18. Gstaad – 10 stycznia 2001 (gigant) - 3. miejsce
19. Ruka – 14 marca 2001 (gigant równoległy) - 1. miejsce
20. Ischgl – 30 listopada 2001 (slalom równoległy) - 2. miejsce
21. Ischgl – 1 grudnia 2001 (gigant równoległy) - 1. miejsce
22. Mont-Sainte-Anne – 14 grudnia 2001 (gigant równoległy) - 3. miejsce
23. Kreischberg – 24 stycznia 2002 (gigant równoległy) - 2. miejsce
24. Bad Gastein – 29 stycznia 2002 (slalom równoległy) - 3. miejsce
25. Ruka – 14 marca 2002 (slalom równoległy) - 1. miejsce
26. Tandådalen – 21 marca 2002 (slalom równoległy) - 1. miejsce
27. Maribor – 8 lutego 2003 (gigant równoległy) - 1. miejsce
28. Maribor – 9 lutego 2003 (slalom równoległy) - 1. miejsce
29. Landgraaf – 24 października 2004 (slalom równoległy) - 2. miejsce
30. Bad Gastein – 17 grudnia 2004 (slalom równoległy) - 2. miejsce
31. Maribor – 1 lutego 2005 (gigant równoległy) - 3. miejsce
32. Nendaz – 22 stycznia 2006 (slalom równoległy) - 3. miejsce
33. Bardonecchia – 2 lutego 2007 (gigant równoległy) - 2. miejsce

- W sumie 13 zwycięstw, 10 drugich i 10 trzecich miejsc.